# 易兴化
易兴化（西班牙語：Celestino Ibáñez y Aparicio, O.F.M.；1873年5月19日—1951年8月18日），天主教延安教区主教（1931年10月15日-1973年1月29日），西班牙方济各会会士。
1873年5月19日，易兴化出生在西班牙Becerril de Campos。1891年10月15日（18岁）入方济各会。1898年9月24日，25岁晋升神甫。1901年6月4日赴中國传教。最初的服务地点是在山东济南，后来调往陕西省高陵县通远坊天主教堂。1911年4月12日（37岁），由教廷任命为天主教陝西北境宗座代牧，领Bagis 主教衔 。同年9月10日，在山东济南，由山东北境申永福主教、山东南境韓寧鎬主教祝圣 。1924年12月3日，改名为延安府宗座代牧。1946年4月11日，罗马教廷建立中国圣统制，易兴化任延安教区主教。
1949年1月13日（75岁），易兴化主教退休，任Caeciri名誉主教。1月29日离开教区前往上海，4月回到西班牙。1951年8月18日，易兴化主教在西班牙去世，年78岁。 